# Japanagromyza teestae
Japanagromyza teestae är en tvåvingeart som beskrevs av Singh och Ipe 1973. Japanagromyza teestae ingår i släktet Japanagromyza och familjen minerarflugor. Inga underarter finns listade i Catalogue of Life.